# مجلة إف 1
مجلة إف 1 هي مجلة - سورية تصدر في دمشق متخصصة بنشر دروس وتعليمات في مختلف المواضيع الحاسوبية، تنشر في سوريا منذ نيسان من عام 2005.
تتركز سياسة المجلة بشكل أساسي على اسس الكمبيوتر ونشر الدروس وعلوم الحاسوب، بعيداً عن الأخبار والتحليلات، فالهدف منها هو الفائدة بشكل عام، ورفع سوية استخدام الحاسوب في الوطن العربي.

## فهرس المجلة
تمشل أنشطة مجلة إف 1 ما يلي:
1. برامج × برامج: مجموعة من البرامج المنتقاة بعناية.
2. إنترنت وشبكات
3. عالم الاختراق والحماية
4. الأجهزة المحمولة
5. البرمجة
6. وسائط متعددة
7. شخصية العدد
8. مخبر الهواة
9. مبادئ
10. ألعاب (بتركيز على برمجة الألعاب وتطويرها)
11. صيانة ودعم فني
12. زاوية ماكنتوش

منوعات وتسالي تقنية

## F1 TV
في عددها الرابع ،أعلنت F1 Magazine وللمرة الأولى عن F1 TV، البودكاست المرئي العربي الأول الذي يوفر دروساً في الحاسوب يمكن عرضها على مشغلات الفيديو المحمولة والجوالات.

## وصلات خارجية
- موقع المجلة الرسمي
- موقع البودكاست الرسمي
- موقع خدمة الخط العربي
- خدمة تحميل الملفات من Google Video
- مراجعة للمجلة في الفريق العربي للبرمجة